# 学習院大学硬式野球部
学習院大学硬式野球部（がくしゅういんだいがくこうしきやきゅうぶ、Gakushuin University Baseball Club）は、東都大学野球連盟に所属する大学野球チーム。学習院大学の学生によって構成されている。
東都大学野球連盟での優勝回数は、2022年春季終了時点で1部が1回、2部で4回、3部で9回、4部が7回となっている。

## 創部
1889年（明治22年） 旧制学習院高等科では、それに先立つ明治初期に既にベースボール同好会を組織し他校との交流試合を行っていた旨の記述が学内関連誌にみられるが、正式に野球部として記録が確認できる同年を学習院野球部の創部年としている。
当時の記録では、旧制第一高等中学校、駒場農学校（後の東京大学農学部）、高等商業学校（後の東京高商・東京商大・一橋大）、青山学院高等普通学部（後の青山学院大）、明治学院普通学部（1898年に明治学院尋常中学部に改称）、慶應義塾等と試合を行ったという記録が残されている。
1901年（明治34年）、新興の東京専門学校（早稲田大）に敗れた（後の1904年には早慶両校が当時最強とされた一高を破り、覇権の遷移の契機とされる）。さらに明治末期の学習院長乃木希典はテニスや野球のような西洋由来の運動を好まず、対校試合なども奨励しなかった。大正期以降の野球ブームの中で学習院の野球部は他大学に対抗することが困難となったため、高等学科は一高を、中等学科は高等師範附属中学校をライバルとして、両校との対校試合を主な年中行事とした。
明治期の野球部には大河内正敏や有馬頼寧、三島弥彦、佐々木行忠、大正期には木下孝則や犬養健などがいた。
なお、新制大学としての野球部は1947年に設立されている。

## 近年の動向
- 1982年秋の入替戦で拓大に敗れ3部に降格後、2部への復帰はない（2023年現在）。1983年春以降の3部優勝は、1984年秋、1987年秋、1997年秋、2015年秋、2017年秋季リーグの5度であるが、スポーツ推薦入学がない中での有望選手獲得に励み、2007年秋季から2017年秋季まで3部リーグで21季中16季でAクラスと、3部リーグの上位に定着している。
- 2017年秋季の2部・3部入替戦で2部最下位の東農大相手に先勝。2戦目は逆転負け。3戦目は延長戦にもつれ込む大接戦となったが敗れ、2部昇格はならなかった。2017年当時まで、3部校が入替戦で2部校に勝利するのは2007年春に拓大が大正大に勝利したのが最後で、10年ぶりとはならなかった。

## 歴史
- 1889年　旧制高等科野球部が創部
- 1935年　第1回全国高等学校野球大会（インターハイ）に出場。
- 1946年　第9回全国高等学校野球大会で初優勝。東京予選で旧制松本、旧制成城、旧制都立、旧制成蹊の各高等学校を連破して関東地区優勝。決勝大会（京都帝大主管にて旧制三高球場）の出場校は、旧制関西浪高、旧制二高、旧制福岡高で、浪高を破った旧制学習院高等科と旧制福岡高を破った旧制二高で決勝を行い14対9で優勝を決めた。
- 1947年　学制改革による旧制高等科が新制大学（学習院大学）に改編。新制大学野球部がこの年に誕生。
- 1949年　新制大学野球連盟・東京地区文科系リーグに所属。
- 1950年　春季から東都大学野球連盟二部に移籍・加盟。
- 1951年　春季、2部初優勝
- 1952年　春季、2部3度目の優勝で入替戦勝利。1部初昇格。
- 1958年　東都大学野球秋季リーグ戦において、中央大学・日本大学とともに同率首位になり、3校巴戦による優勝決定戦がもつれ2度1勝1敗となり3度目を行った結果、学習院が日大、そして中大に勝利し初優勝。また、中大・日大・専大3校以外で初の優勝校となる。初優勝が決定した試合は、神宮球場から場所を移して旧駒澤球場で実施された。皇太子（現 明仁上皇）の出身校であることや試合観戦もしていたため、この優勝はAP電で世界に流された[4]。
同大学監督は島津雅男（早実・早大を経て学習院大監督）。東都大学1958年秋のリーグ戦 最高殊勲選手に田辺隆二（主将・遊撃手、4年 学習院高出身。のち三菱重工川崎を経て学習院大監督）、最優秀投手賞に井元俊秀（投手、3年 PL学園高出身。PL学園野球部創部メンバーで62年甲子園初出場時の監督、のちスカウトとしてKKコンビなど同校黄金時代を形成）、敢闘賞に根立光夫（投手、4年 本郷高出身）、穴沢健（三塁手、4年）[5]。
- 1960年　春季、1部昇格後5度目の1部最下位で入替戦に敗れ（東農大）2部降格。秋季、2部優勝。入替戦に勝ち（國學院大）1部復帰。
- 1961年　春季、1部最下位で入替戦に敗れ（中大）2部降格。
- 1965年　春季2部最下位。入替戦に敗れ（上智大）初の3部降格。
- 1966年　春季3部優勝。入替戦に勝利（上智大）し2部昇格。秋季2部最下位。入替戦に敗れ（立正大）3部降格。
- 1967年　秋季3部優勝。入替戦に勝利（拓大）し2部昇格。
- 1968年　春季2部最下位。入替戦に敗れ（立正大）3部降格。
- 1973年　秋季3部最下位。入替戦に敗れ初の4部降格。
- 1980年　春季3部優勝。入替戦に勝利（拓大）し2部昇格。
- 1982年　秋季2部最下位。入替戦に敗れ（拓大）3部降格。
- 1991年　春季3部最下位。入替戦に敗れ（一橋大）4部降格。秋季、4部優勝。入替戦で勝利（芝工大）し3部復帰。
- 1997年　秋季3部優勝も、入替戦で國學院大學に敗れ3部残留。
- 2003年　春季3部最下位。入替戦に敗れ（東工大）4部降格。
- 2004年　春季4部優勝。入替戦に勝利（成蹊大）し3部昇格。
- 2006年　春季3部最下位。入替戦に敗れ（一橋大）し4部降格。
- 2007年　春季4部優勝。入替戦に勝利（一橋大）し3部昇格。
- 2015年　秋季3部優勝。入替戦に敗れ（国士舘大）3部残留。
- 2017年　秋季3部優勝。入替戦に敗れ（東農大）3部残留。なお3部優勝校として10年ぶりに2部最下位校から1勝をあげた。
- 2021年　春季3部優勝。巴戦となった入替戦に敗れ（大正大、東農大）3部残留。
- 2022年　春季3部優勝。入替戦に敗れ（国士舘大）3部残留。

## 本拠地
- 球場：学習院大学野球場　（学習院大学敷地内）
- 部室：学習院大学黎明会館　（学習院大学敷地内）
- 合宿所：なし

## 活動
- 春季オープン戦
- 東都大学野球春季リーグ戦
- 甲南戦
- 四大学運動競技大会（四大戦）
参加大学の成蹊大と東都大学野球リーグ公式戦が秋季に組まれる場合は、当該対戦カードは秋季リーグ戦での対戦が当てられる。
- 夏季オープン戦
- 東都大学野球交流戦（4年に一度）
- 東都大学野球秋季リーグ戦

## 記録
- 一部優勝 1回（1958年秋）

## 関係者
- 渡辺大陸 - 元監督、元大洋ホエールズ総監督。明大中退。1955年逝去

## 学習院大学硬式野球部を扱った作品
- 門田隆将『神宮の奇跡』(講談社、2008年)